# ピアノ協奏曲第2番 (ステーンハンマル)
ピアノ協奏曲第2番 ニ短調 作品23は、ヴィルヘルム・ステーンハンマルが作曲したピアノ協奏曲。

## 概要
ストックホルムでリチャード・アンダーソン（Richard Andersson）、ベルリンでハインリヒ・バルトにピアノを学んだステーンハンマルは、スウェーデンでは一流のピアニストと看做されていた。しかし、次第に指揮と作曲に注力するようになっていき、スウェーデン王立歌劇場の指揮台に度々登ったほか、1907年から1922年の間はエーテボリ交響楽団の首席指揮者を務めていた。
本作は1904年から1907年にかけて作曲が進められ、最終的に作曲者が1906年と1907年を過ごしたフィレンツェで完成に至った。翌年1908年4月15日、ヨーテボリにてセルミカ・アスプルントのピアノ独奏、ヴィルヘルム・ステーンハンマル指揮エーテボリ交響楽団により初演された。1893年に初演された彼のピアノ協奏曲第1番は、技法と語法の両面でブラームスに近接したものとなっていた。本作でも全体的な構成やスケルツォの使用、緩徐部に遠隔調が持ちられていることは、前作に類似した特徴である。一方、この楽曲は作曲者の円熟を示した作品にもなっており、この作品の完成により作曲者は「中期」に足を踏み入れたということができる。
ステーンハンマル自身も本作の初演と同時に、それまでピアニストとして20回近く自演を重ねていた第1番の協奏曲の演奏を一切取りやめてしまっている。以来、本作はスウェーデンのピアノ協奏曲として最も多く演奏機会を得てきた作品となっている。

## 編成
独奏ピアノ、フルート2、オーボエ2、クラリネット2（A）、ファゴット2、ホルン4（F）、トランペット2（F）、トロンボーン3、テューバ、ティンパニ、弦五部

## 演奏時間
約29分。

## 楽曲構成
4楽章制であるという意見がある一方、単一楽章であるという記述もある。楽譜には楽章分けの記載はないが、曲が明確に4つの部分に分割可能なことから、本項ではハイペリオン・レコードのCDの区分けに従って以下を記述する。
Moderato - Allegro molto energico - Più tranquillo
ニ短調で和音を奏するピアノの独奏で開始する（譜例1）。このピアノのつぶやきに対して鋭く応答する低弦は、ピアノよりも低い調性へと引き下げようとする。この調性の不一致が中心となって曲は進んでいく。
譜例1
ピアノの独奏部を挟んでアレグロ・モルト・エネルジコとなり、譜例1の弦の動きに派生して勢いが膨れ上がり、ティンパニと金管による活発な動きを作り上げる。しかし、そこから大きく発展することはなく、ピウ・トランクィロに接続されて譜例2の新しい主題がピアノ独奏で提示される。
譜例2
ティンパニのロールから速い動きが再開し、ピアノがアルペッジョの伴奏で譜例2を奏する中、弦楽器は譜例1のような合いの手を入れ続ける。静まってひとたび落ち着きを取り戻すも、再び弦楽器から譜例1の動きが現れて音量を増して頂点を迎える。ピアノに主役を交代すると譜例2がニ短調で奏され、やはりオーケストラは譜例1のように鋭い応答を挟み続ける。このあたりはピアノがニ短調で記譜される一方、管弦楽は嬰ハ短調で書かれており、両者の食い違いが鮮明となっている。モルト・ピウ・モッソとなって、ピアノが両手で交互に和音を鳴らす急速なパッセージを示すと次の場面に移行する。
Molto vivace - Allegretto - Adagio - Molto vivace
スケルツォに相当する。ピアノが素早く駆け上がるパッセージに続いて譜例3を奏する。
譜例3
管弦楽も譜例3へ合わせていき、トゥッティがフォルティッシッシモに到達したところで全休止が入り、ピアノがやおら譜例4を弾き始める。これがトリオとなっている。
譜例4
ピアノが弾き終わると管弦楽は同じ旋律を半音低い音程で繰り返す。ピアノは元の音程で取って代わり、管弦楽が半音低く応じるというやり取りが繰り返されていく。最終的にピアノが半音下げることで両者の音程が一致して静まっていくと、モルト・ヴィヴァーチェに戻って譜例3が再現される。これは大きくは発展せず、譜例4が回想された後に次の部分へ入っていく。
Adagio
ピアノによって付点音符を含む簡単な序奏が置かれ、続けてそのままピアノが嬰ハ短調で譜例5を歌い出す。
譜例5
ピアノのみアニマートとなって先述の付点のリズムの音型を奏すると、今度は木管楽器を中心に譜例5を奏でていく。やがてピアノが付点のリズムを呼び出して速度が上昇、最後の部分へと突入する。
Tempo moderato - Animato - Più animato
この部分のみが、先行する3つの部分よりも後の時期に書かれたことがわかっている。ピアノが先ほどまでの付点のリズムで予告されていたニ長調の譜例6を堂々と奏し、木管楽器が弱音のトレモロで応じる。
譜例6
譜例6が管弦楽に歌い継がれ、ピアノはアルペッジョで装飾を加える。経過部に入って推移していき、その先で譜例2が朗々と奏される。その後は譜例6が展開されていき、その旋律から派生した音型を用いた長大なクレッシェンドを経て、金管楽器より譜例6の再現となる。最後は譜例6に基づくコーダに譜例5の拡大形を織り交ぜ、勢いを減じることなく全曲に終止符を打つ。